# Agathe Saugrenu
Agathe Saugrenu est une série de bande dessinée créée en 2007 par Valérie Vernay et Vincent Zabus dans le no 3588 du journal Spirou. Elle compte actuellement 3 tomes.

## Univers

### Synopsis
Agathe, une petite fille de 8 ans atteinte du diabète, se réfugie dans un monde fantastique pour y trouver un ami et la force de vivre avec sa maladie. Accompagnée de son chat, Trévor, qui la suit partout, elle s'enfonce dans le monde très étonnant des créatures de la nuit. Agathe cherche la compagnie des monstres car elle se croit aussi monstrueuse ...

### Personnages
Agathe, 8 ans, est l'héroïne de la série. Elle se prend pour un monstre en raison de son diabète. Quand elle fait un cauchemar avec des monstres, ils prennent vie ; Trévor est son chat, maladroit mais très drôle, il peut parler quand des monstres sont non loin de lui ; Zénon est le chef des monstres. Il capture Agathe et veut la détruire car c'est à cause d'elle qu'il est un monstre. Il n'apparaît que dans le tome 1 ; Vincent est un garçon "sans visage". C'est Zénon, jaloux de sa beauté, qui le lui a arraché. Vincent devient ami avec Agathe (tome 1) après l'avoir aidé à s'échapper. Mais dans le tome 2 cette amitié se transforme en amour ;  Nestor est un robot qui aide Agathe à échapper à Zénon. Il devient alors son ami et l'accompagne dans les deux tomes suivants.

## Publication
- Je suis un monstre !, 7 mars 2007, Dupuis, publié dans le journal de Spirou du no 3588 au no 3595.
- Masques et visages, 6 février 2008, Dupuis, publié dans le journal de Spirou du no 3628 au no 3635.
- Ça va péter !, 3 septembre 2009.